# 吉川幸次郎

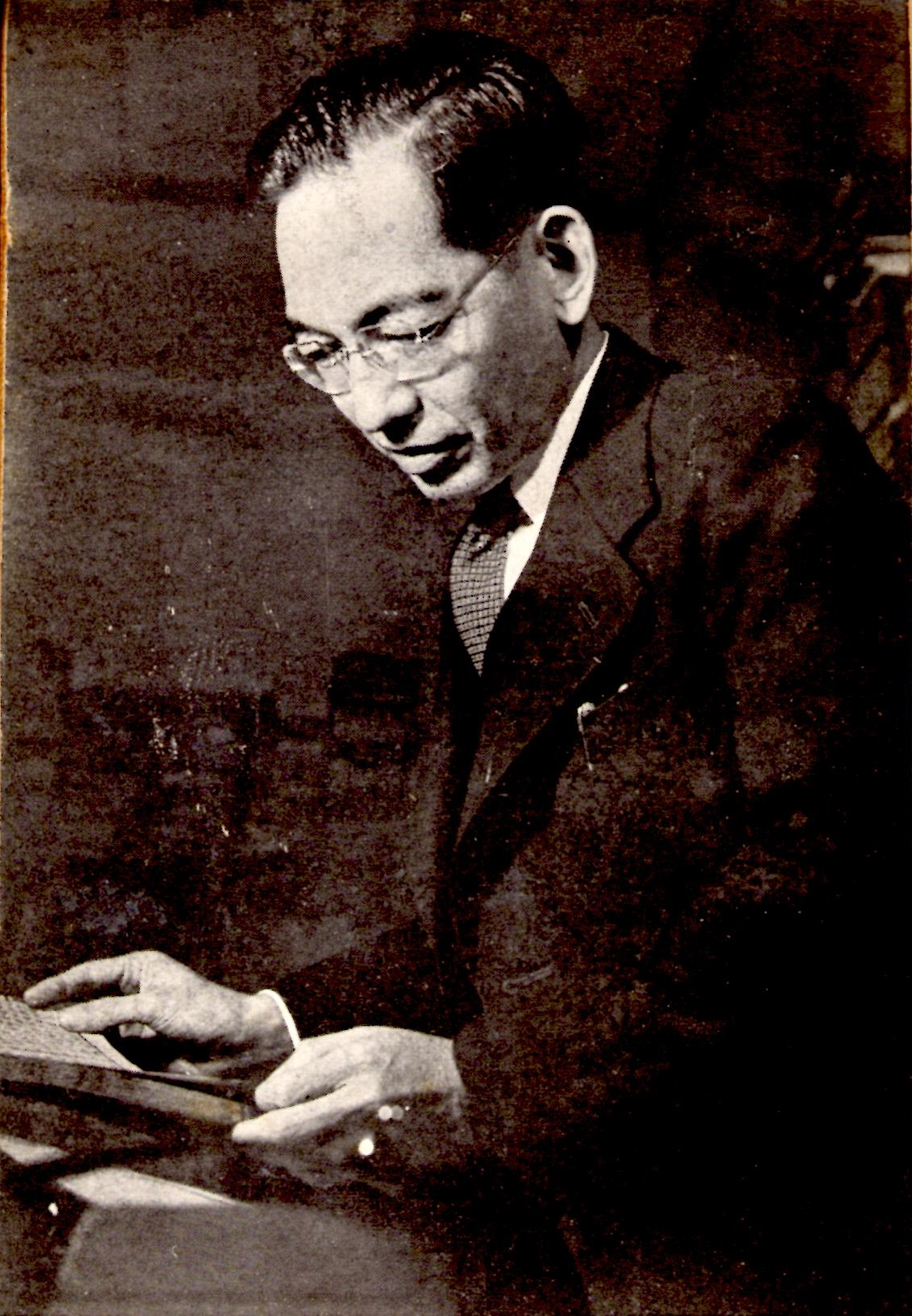
吉川幸次郎

吉川幸次郎（日语：／ Yoshikawa Kōjirō，1904年3月18日—1980年4月8日）是一位日本漢學家。

## 生平
1904年出生於日本兵庫縣神戶市，获得日本京都帝國大學文學博士。曾任京都大學中國文學教授，日本藝術院會員。著作《宋詩概說》、《元明詩概說》為中國斷代詩史的研究先驅。

## 著作
《吉川幸次郎全集》